# 小行星4481
小行星4481（英語：4481 Herbelin）是一颗围绕太阳公转的小行星。1985年9月14日，愛德華·鮑威爾在可可尼诺县发现了此天体。
这颗小行星的绝对星等为264.609523101253等。